# Pyrenophora graminea
Pyrenophora graminea är en svampart som beskrevs av S. Ito & Kurib. 1931. Pyrenophora graminea ingår i släktet Pyrenophora och familjen Pleosporaceae.   Inga underarter finns listade i Catalogue of Life.